# Terry Allen (Musiker)

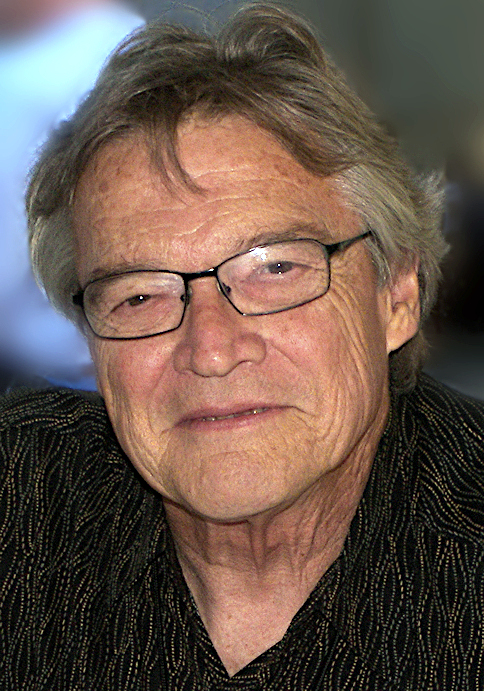
Terry Allen (2010)

Terry Allen (* 7. Mai 1943 in Wichita, Kansas) ist ein US-amerikanischer Country-Songwriter und Sänger. Allen gilt seit Jahrzehnten als einer der größten Einzelgänger der Countrymusik. Vor allem wird er mit dem Outlaw-Genre in Verbindung gebracht, gilt heute aber auch als einer der Paten des Alternative Country. Er ist auch als Maler, Bildhauer, Schriftsteller und Konzeptkünstler tätig.

## Leben
Terence Allen wurde zwar in Kansas geboren, wuchs aber in Lubbock, Texas auf – dem Geburtsort von Buddy Holly. In sehr jungen Jahren rebellierte er gegen die Erwachsenenwelt und sein Umfeld durch künstlerische Betätigung: Er malte, schrieb und spielte Musik. Sein Vater, Fletcher „Sled“ Allen, ein ehemals landesweit bekannter Baseball-Profi und -Manager, besaß eine Veranstaltungshalle, in der vor allem Kampf-Events ausgetragen wurden. An den Freitagabenden gab es aber Tanzveranstaltungen für Schwarze, samstags für Weiße. Der junge Terry Allen bekam dort auch seinen ersten Job und erlebte diese Tanzveranstaltungen mit Blues und Countrymusik: An Freitagen spielten Musiker wie Jimmy Reed, B.B. King und T-Bone Walker, samstags u. a. Hank Williams, Ernest Tubb, Little Jimmy Dickens oder Minnie Pearl. So bekam Allen schon als Sechsjähriger diese Musik zu hören, während er den Gästen Eis und Zitronenscheiben verkaufte, mit denen diese heimlich ihre mitgebrachten Drinks veredelten. Durch diesen frühen Einfluss begann er schon bald, Songs zu schreiben – und schon bei seinem ersten Auftritt bei einem Highschool-Fest trug er eine Eigenkomposition vor, die in inhaltlicher Verbindung zu seinem Job stand: Roman Orgy. Es war keine beliebige Highschool, sondern die Monterey Highschool in Lubbock, auf die zu jener Zeit auch Butch Hancock, Jimmie Dale Gilmore, Joe Ely, Jo Harvey Allen und Jo Carol Pierce gingen. Mit der Schauspielerin und Musikerin Jo Harvey Allen, die z. B. in Grüne Tomaten mitwirkte, ist der Musiker und Künstler seit 1961 verheiratet; heute haben sie zwei Enkelkinder.
Nach seinem Abschluss studierte Allen in Los Angeles Architektur am Chouinard Art Institute. Nach seiner Rückkehr nach Lubbock konzentrierte er sich auf seine künstlerischen Aktivitäten. Schon 1966 begann er sich als Musiker und Bildender Künstler zu etablieren. Heute umfasst sein künstlerisches Werk abseits der Musik zahlreiche Gemälde, Zeichnungen, Skulpturen, Videos, Performances und Installationen. Allen schrieb zahlreiche Songs, veröffentlichte aber erst 1975 seine erste Platte. Der Nachfolger erschien 1979 – das Material war aber teilweise schon von anderen Interpreten veröffentlicht worden, so der Song New Delhi Freight Train 1977 von Little Feat. Dieses Doppelalbum, Lubbock (On Everything), wird heute als „eine der feinsten Country-Platten aller Zeiten“ eingestuft. Vergleiche auch Albumrezension in Erlewine, Michael u. a. : All Music Guide to Country, San Francisco, California : Miller Freemann Books, 1999, S. 7. Mit Amarillo Highway und Truckloads of Art lieferte dieses Album zwei Klassiker der texanischen Countrymusik, die nahezu jede Countryband des Staates im Programm habt. Im Abstand von zwei bis drei Jahren veröffentlichte Allen in den folgenden anderthalb Jahrzehnten weiterhin Alben. 1986 war Allen gemeinsam mit seiner Frau Jo Harvey Allen am Soundtrack des David-Byrne-Films True Stories beteiligt. Außerdem schrieb Terry Allen viele Songs für Filme und Theaterstücke, u. a. den Soundtrack zum Film Baby Blues. Seine Songs wurden von einer gewaltigen Liste von Musikern aus vielen Bereichen aufgenommen. Dazu zählen u. a. Bobby Bare, Guy Clark, Robert Earl Keen, David Byrne, Doug Sahm, Ricky Nelson, Cracker und Lucinda Williams. Allen selbst mag nicht als Country-Musiker bezeichnet werden: „Wenn zu mir jemand sagt, ich sei ein Country-Musiker, frage ich zurück: which country?“
Als Künstler erhielt Allen mehrere bedeutende Preise und Stipendien, u. a. 1986 von Guggenheim und 1988 von der National Endowment for the Arts. Seine Werke werden in zahlreichen Galerien und Museen ausgestellt, so z. B. in der Galerie Paule Anglim in San Francisco, im Detroit Institute of Arts und im New Yorker Museum of Modern Art. Seine Arbeit Trees steht auf dem Campus der Universität von San Diego, Kalifornien. Auch bei internationalen Kunstausstellungen ist Allen regelmäßig vertreten – in São Paulo, Paris und Sydney.
Als Autor verfasste Allen Texte fürs Radio und fürs Theater; dort ist er auch als Regisseur tätig. 2005 wurde sein Multimedia-Theaterstück Dugout als Buch veröffentlicht. Terry Allen lebt heute vor allem in Santa Fe, New Mexico, hat aber auch in Marfa, Texas ein Zuhause.
1997 wurde Allen in Lubbock in den West Texas Walk of Fame aufgenommen.

## Diskografie
- Juarez (1975)
- Lubbock (On Everything) (1979)
- Smokin' the Dummy (1980)
- Bloodlines (1983)
- Pedal Steal (1985)
- Amerasia (1987)
- Silent Majority (Terry Allen's Greatest Missed Hits) (1992)
- Diaries of a West Texas Hooker (gemeinsam u. a. mit Joe Ely, Butch Hancock und Jo Harvey Allen, 1994)
- Chippy (1995)
- Human Remains (1996)
- Salivation (1999)
- Ghost Ship Rodez (2010)
- Live at Al's Grand Hotel May 7th 1971 (2011)
- Bottom of the World (2013)
- Pedal Steal + Four Corners (2019)
- Just Like Moby Dick (2020)